# معاهدة واد راس
معاهدة واد راس، هي معاهدة بين المغرب و إسبانيا، تم توقيعها في 26 أبريل 1860 في تطوان، و أتت كخاتمة لحرب تطوان. عمقت بنود المعاهدة الهزيمة المغربية في تلك الحرب، عبر منحها تنازلات مهمة لإسبانيا، من أهمها، توسيع مساحتي سبتة و مليلية على حساب أراض مغربية، وتفويت إيفني لإسبانيا، إضافة لامتيازات مالية لفائدة الحكومة الإسبانية.

## السياق التاريخي
عرفت سنتا 1859 و 1860 حربا بين إسبانيا و المغرب، عرفت بحرب تطوان (أو حرب أفريقيا لدى الإسبان). أتت الحرب في سياق تاريخي تميز بالمد الكولونيالي الأوروبي في أفريقيا، وبعد هزيمة المغرب العسكرية في معركة إيسلي أمام فرنسا. أتت الحملة العسكرية الإسبانية لسنة 1859 كردّ فعل على المناوشات العسكرية التي كانت تحدث في هوامش الثغور الإسبانية في شمال المغرب، والتي كانت تقودها قبائل محلية (اختطاف قبائل قلعية، المتواجدة في محيط مليلية لمعمرين إسبان سنة 1859).

بعد انتصارها على الجيش المغربي في معركة تطوان في فبراير 1860، وسيطرتها على المدينة، قرر قائد الجيش الإسباني، ليوبولدو أودونيل، مهاجمة طنجة. حاول الجيش المغربي، بقيادة العباس بن عبد الرحمن، شقيق الملك محمد الرابع، التصدي للهجمة في موقع واد راس، إلا أنه مِني بهزيمة، حسمت نهائيا الحرب. أجبرت الهزيمة الملك محمد الرابع على توقيع معاهدة سلام ببنود مجحفة للمغرب.

## أهم بنود المعاهدة
- توسيع مساحة سبتة إلى غاية مواقع جبل بليونش وجرف أنجرة.[2] (البند 3)
- تعيين لجنة مشتركة مغربية إسبانية تتكون من مهندسين للترسيم الدقيق للحدود.[2] (البند 4)
- المصادقة على اتفاقية 24 غشت 1859، و التي قضت بتوسيع الحدود، بمقدار ضربة مدفع[1]، لمواقع مليلية و حجرة باديس و حجرة الحسيمة.[2] (البند 5)
- إلزام ملك المغرب بتوفير حاميات عسكرية على رأسها قايد أو عامل مخزني، في محيط الثغور الإسبانية لمنع ومعاقبة القبائل المغربية المعتدية على المواقع الإسبانية.[2] (البند 6)
- تفويت مساحات واسعة، في محيط القلعة المعروفة لدى الإسبان بسانتا كروث البحر الأصغر (Santa Cruz de la Mar Pequeña)، المتواجدة جنوب المغرب، وهي التي ستعرف لاحقا بإيفني. و يرجع تاريخ بناء القلعة إلى فترة الملكة إيسابيل الكاثوليكية.[2] (البند 8)
- دفع المغرب لتعويض حرب لفائدة إسبانيا بقيمة 400 مليون ريالات (أو ما يكافئ 20 مليون دورو).[2] (البند 9)
- استمرار استعمار إسبانيا لتطوان وللمجال الترابي لباشويتها، إلى غاية دفع التعويض.[2] (البند 9)
- إنشاء بعثة تبشيرية إسبانية في فاس، وإلزام المغرب بتأمين نشاطها الدعوي في كل ربوع المغرب.[2] (البند 10)
- بناء كنيسة كاثوليكية إسبانية في تطوان، بعد جلاء القوات الإسبانية (البند 11).[2]
- حصول إسبانيا، و ثغورها بشمال المغرب، على وضعية الأفضلية العليا في المبادلات التجارية بين البلدين.[2] (البند 13)
- تمكين الثغور الإسبانية شمال المغرب (سبتة و مليلية و باقي المواقع السيادية) من الشراء والتصدير الحر للأخشاب المستغلة من الغابات المحيطة بتلك المواقع.[2] (البند 15)
- تحرير أسرى الحرب من الجانبين.[2] (البند 16)

## نتائج

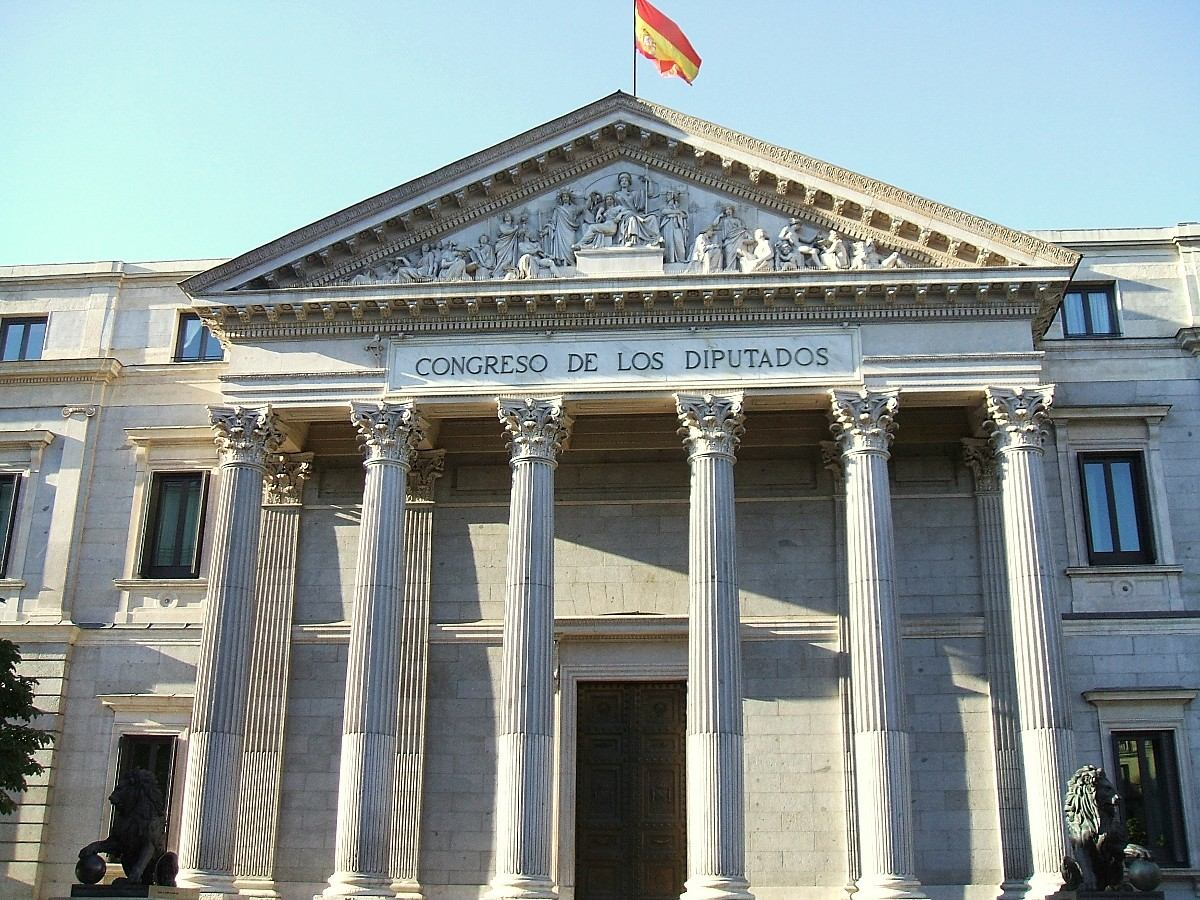
صورة لمبنى البرلمان الإسباني، يظهر فيها تمثالا أسدين تم نحتهما اعتمادا على المدافع المغربية المغنومة في معركة واد راس سنة 1860

على المستوى الداخلي الإسباني، أدت الامتيازات الكبيرة، المادية والكولونيالية، التي حصلت عليها إسبانيا بفضل هذه المعاهدة إلى تلميع صورة حكومة الوحدة الليبرالية التي كان يترأسها، آنذاك، ليوبولدو أودونيل، و الذي قاد الحملة العسكرية شخصيا. و مكنت المعاهدة أيضا من إعادة الاعتبار للحس الوطني لدى الإسبان، خصوصا بعد تخلفهم عن المد الكولونيالي، مقارنة بباقي القوى الأوروبية، بسبب الصعوبات الاقتصادية التي أنتجتها الحرب الكارلية الثانية. و مما يدل على قيمتها آنذاك، تذويب الإسبان للمدافع المغربية واستعمال المعدن المذاب في نحت الأسود التي لا تزال في واجهة البرلمان الإسباني إلى اليوم.

حسب المؤرخ الإسباني مارتين سالوما، فقد عرفت المرحلة الموالية تنامي النظرة الاستعلائية (شعبيا وأكاديميا) للإسبان تجاه المغاربة وتزايد استعمال مصطلح المورو، بحمولة تحقيرية، في الأدبيات السياسية والأكاديمية الإسبانية للمرحلة. و حسب نفس المؤرخ، فقد امتد التأثير، أيضا إلى التأريخ الإسباني لنهاية الفترة الإسلامية في الأندلس؛ و هكذا اندثر تدريجيا مصطلح  restauración (الذي يضمر معنى الاسترجاع بعد الخسران) لفائدة مصطلح  reconquista (الأكثر هجومية وإيجابية في المخيال السياسي الإسباني).

في المغرب، و تطبيقا لبنود المعاهدة، كلف الملك محمد الرابع في دجنبر 1861، أخاه العباس وابن عمه محمد بن عبد الجبار إضافة لمجموعة من القياد المخزنيين في المنطقة الشرقية (عامل وجدة أحمد الداودي وقايد بني يزناسن ميمون ولد البشير أمسعود وقايد قبائل أرحى)، بتأمين الحدود من الجانب المغربي. لم تستطع الدولة احترام بنود المعاهدة، بسبب استمرار الساكنة والقبائل المحيطة بمناطق الثغور في مهاجتمها، خلال النصف الثاني من القرن 19. نتيجة لمعاهدة مدريد لسنة 1880، التي أرست للمسلسل الاستعماري الفرنسي الإسباني الذي سيتوج لاحقا (1912)، بفرض الحماية، استعملت إسبانيا في 1891، إحدى بنود معاهدة واد راس في توسيع حدود مليلية.

قضى البند الرابع لمعاهدة 1860، بإنشاء لجنة تقنية مختلطة من المهندسين لترسيم الحدود، كانت التمثيلية الإسبانية مكونة من مهندسين عسكريين، والمغربية من الموظفين المخزنيين حمان السعيدي وحميدة بن الشركي، الذين لم يكن لهما تكوين هندسي أو طوبوغرافي. و أدى ذلك طبيعيا إلى زيادة 3000 متر إضافية في حدود المدينة. أدى ذلك لاحقا، في 1893، إلى نشوب نزاع مسلح بين الإسبان وقبائل قلعية وآيت شيكر وفرخانة إثر قيام الإسبان ببناء سور يقطع ضريح الولي سيدي ورياش. انتهت أحداث 1893 بقصف عسكري إسباني لسواحل الريف الشمالي الشرقي وبتطبيق ملك المغرب آنذاك، الحسن الأول، للبند السادس لمعاهدة واد راس، عبر محاكمة وحبس القادة المحليين للمقاومة الريفية، و من أهمهم ميمون بن المختار (شيخ قبيلة قلعية)، الذي حوكم في طنجة، و علال الشكري الذي سجن في وجدة لغاية وفاته.

## وصلات خارجية
- بالإسبانية: نص المعاهدة من المجلد التشريعي الإسباني- صفحة 505